# Olivia Rodrigo

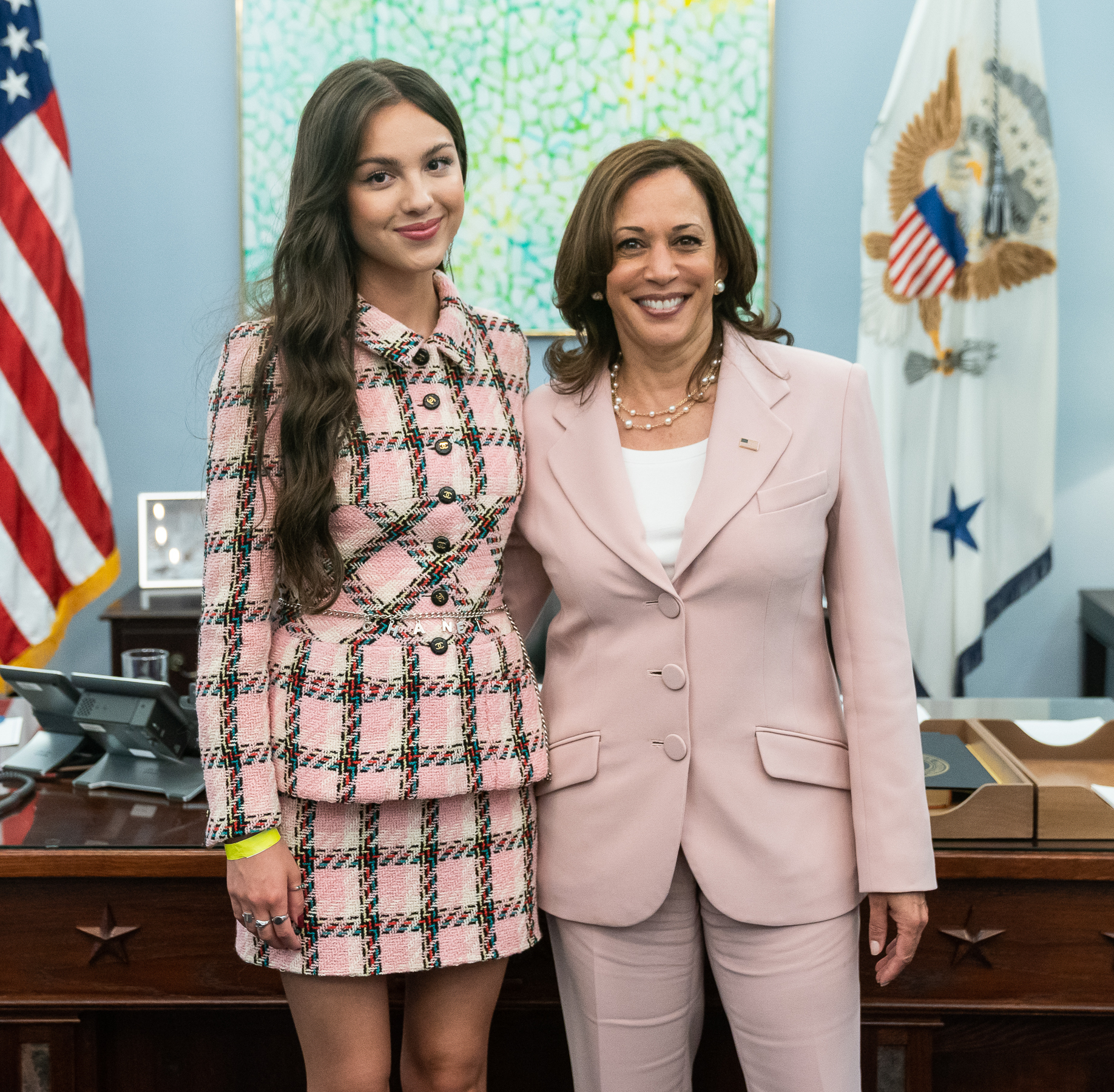
Olivia Rodrigo i Kamala Harris w Białym Domu (2021)

Olivia Isabel Rodrigo (ur. 20 lutego 2003 w Temeculi) – amerykańska aktorka, piosenkarka i autorka tekstów pochodzenia filipińsko-niemieckiego.

## Życiorys

### Dzieciństwo
Urodziła się 20 lutego 2003 roku w Temeculi w stanie Kalifornia w Stanach Zjednoczonych. Jest pochodzenia filipińskiego ze strony ojca, a także niemieckiego ze strony matki. Od szóstego roku życia uczyła się gry aktorskiej i śpiewu. Uczęszczała do Lisa J. Mails Elementary School oraz Dorothy McElhinney Middle School w Murriecie, gdzie występowała w szkolnych przedstawieniach teatralnych.

### Kariera
Jako aktorka zadebiutowała w filmie An American Girl: Grace Stirs Up Success z 2015 roku, którego zdjęcia powstawały m.in. w Paryżu i Budapeszcie. Rozpoznawalność przyniosła jej rola głównej bohaterki Paige w serialu telewizyjnym Bizaardvark, którego trzy sezony emitowane były w latach 2016–2019 na antenie Disney Channel. W 2019 roku wcieliła się w rolę Nini w serialu High School Musical: Serial dostępnym na platformie Disney+, a także skomponowała utwory „All I Want” oraz „Just for a Moment”, które znalazły się na jego oryginalnej ścieżce dźwiękowej. W lutym 2020 roku zdjęcia do drugiego sezonu serialu zostały przerwane z powodu pandemii COVID-19.
Tego samego roku związała się z wytwórniami muzycznymi Interscope i Geffen. Podczas lockdownu spędzonego w swoim domu rodzinnym zajmowała się m.in. pisaniem piosenek, którymi dzieliła się ze swoimi fanami za pośrednictwem mediów społecznościowych. Jeden z tych utworów, zatytułowany „Drivers License”, został wydany jako singiel 8 stycznia 2021 roku i odniósł znaczący sukces komercyjny. W pierwszym tygodniu po premierze trafił on na szczyt listy Billboard Hot 100, gdzie utrzymał się przez osiem kolejnych notowań, a na platformie Spotify dwukrotnie pobił rekord dziennej liczby odtworzeń. W 2021 Rodrigo otrzymała siedem nominacji do nagrody Grammy.  W trakcie ceremonii otrzymała trzy nagrody (w tym za najlepszego nowego artystę), a sam album zdobył tytuł Najlepszy album wokalny pop. 

## Filmografia
- 2015: An American Girl: Grace Stirs Up Success jako Grace Thomas
- 2016–2019: Bizaardvark jako Paige Olvera
- 2017: Jess i chłopaki jako Terrinea (gościnnie)
- 2019: High School Musical: Serial jako Nini Salazar-Roberts

## Dyskografia

### Albumy
| Rok  | Album | Najwyższe pozycje na listach | Najwyższe pozycje na listach | Najwyższe pozycje na listach | Najwyższe pozycje na listach | Najwyższe pozycje na listach | Najwyższe pozycje na listach | Najwyższe pozycje na listach | Najwyższe pozycje na listach | Najwyższe pozycje na listach | Najwyższe pozycje na listach | Najwyższe pozycje na listach | Najwyższe pozycje na listach | Najwyższe pozycje na listach | Najwyższe pozycje na listach | Certyfikat | Sprzedaż |
| Rok  | Album | US                           | AUS                          | AUT                          | CZE                          | DEN                          | IRE                          | SPA                          | NLD                          | CAN                          | NOR                          | NZ                           | POR                          | SWE                          | UK                           | Certyfikat | Sprzedaż |
| ---- | --- | ---------------------------- | ---------------------------- | ---------------------------- | ---------------------------- | ---------------------------- | ---------------------------- | ---------------------------- | ---------------------------- | ---------------------------- | ---------------------------- | ---------------------------- | ---------------------------- | ---------------------------- | ---------------------------- | --- | --- |
| 2021 | Sour - Data wydania: 21 maja 2021 - Wytwórnia: Geffen - Format: box set, kaseta, CD, winyl, digital download, media strumieniowe | 1                            | 1                            | 1                            | 1                            | 1                            | 1                            | 1                            | 1                            | 1                            | 1                            | 1                            | 1                            | 1                            | 1                            | - US: 4x platynowa płyta - AUS: 2x platynowa płyta - AUT: platynowa płyta - DEN: 2x platynowa płyta - FRA: platynowa płyta - SPA: platynowa płyta - CAN: 3x platynowa płyta - NOR: 3x platynowa płyta - NZ: 3x platynowa płyta - POR: platynowa płyta - UK: 2x platynowa płyta - ITA: platynowa płyta - POL: diamentowa płyta | - US: 911 000 - AUS: 70 000+ - AUT: 15 000+ - DEN: 40 000+ - FRA: 100 000+ - SPA: 40 000+ - CAN: 240 000+ - NOR: 20 000+ - NZ: 45 000+ - POR: 15 000+ - UK: 395 000+ - ITA: 50 000+ - POL: 100 000+ |
| 2023 | Guts - Data wydania: 8 września 2023 - Wytwórnia: Geffen - Format: digital download, media strumieniowe                          |                              |                              |                              |                              |                              |                              |                              |                              |                              |                              |                              |                              |                              |                              | - POL: platynowa płyta | - POL: 20 000+ |

### Albumy kompilacyjne
| Rok  | Tytuł |
| ---- | --- |
| 2021 | Best of High School Musical: The Musical: The Series - Data wydania: 18 lipca 2021 - Wytwórnia: Universal - Format: digital download, media strumieniowe |

### EP
| Rok  | Tytuł |
| ---- | --- |
| 2016 | Bizaardvark (Music from the TV Series) (oraz Madison Hu) - Data wydania: 7 października 2016 - Wytwórnia: Walt Disney - Format: digital download, media strumieniowe |

### Single
| Rok                                                      | Tytuł                | Najwyższe pozycje na listach | Najwyższe pozycje na listach | Najwyższe pozycje na listach | Najwyższe pozycje na listach | Najwyższe pozycje na listach | Najwyższe pozycje na listach | Najwyższe pozycje na listach | Najwyższe pozycje na listach | Najwyższe pozycje na listach | Najwyższe pozycje na listach | Najwyższe pozycje na listach | Najwyższe pozycje na listach | Najwyższe pozycje na listach | Najwyższe pozycje na listach | Sprzedaż | Certyfikat | Album                                                           |
| Rok                                                      | Tytuł                | US                           | AUS                          | AUT                          | BEL (Fl)                     | CZE (Dig.)                   | DEN                          | NLD                          | IRL                          | CAN                          | NOR                          | NZ                           | POL                          | SWE                          | UK                           | Sprzedaż | Certyfikat | Album                                                           |
| -------------------------------------------------------- | -------------------- | ---------------------------- | ---------------------------- | ---------------------------- | ---------------------------- | ---------------------------- | ---------------------------- | ---------------------------- | ---------------------------- | ---------------------------- | ---------------------------- | ---------------------------- | ---------------------------- | ---------------------------- | ---------------------------- | --- | --- | --------------------------------------------------------------- |
| 2021                                                     | „Drivers License”    | 1                            | 1                            | 1                            | 1                            | 1                            | 1                            | 1                            | 1                            | 1                            | 1                            | 1                            | 44                           | 1                            | 1                            | - US: 3 000 000+ - AUS: 280 000+ - AUT: 30 000+ - BEL: 40 000+ - DEN: 90 000+ - GRE: 2 000 000+ - IRL: 111 000 - CAN: 400 000+ - NZ: 60 000+ - POL: 150 000+ - POR: 20 000+ - UK: 1 030 000 | - US: 3× platynowa płyta - AUS: 4× platynowa płyta - AUT: platynowa płyta - BEL: platynowa płyta - DEN: platynowa płyta - GRE: platynowa płyta - CAN: 5× platynowa płyta - NZ: 2× platynowa płyta - POL: 3× platynowa płyta - POR: 2× platynowa płyta - UK: platynowa płyta | Sour                                                            |
| 2021                                                     | „Deja Vu”            | 3                            | 3                            | 25                           | 49                           | 10                           | 24                           | 33                           | 2                            | 4                            | 17                           | 3                            | –                            | 46                           | 4                            | - US: 1 000 000+ - AUS: 70 000+ - CAN: 160 000+ - NZ: 15 000+ - POL: 100 000+ - POR: 10 000+ - UK: 400 000+                                                                                 | - US: platynowa płyta - AUS: platynowa płyta - CAN: 2× platynowa płyta - NZ: złota płyta - POL: 2× platynowa płyta - POR: platynowa płyta - UK: złota płyta | Sour                                                            |
| 2021                                                     | „Good 4 U”           | 1                            | 1                            | 1                            | 1                            | 1                            | 1                            | 1                            | 1                            | 1                            | 1                            | 1                            | –                            | 2                            | 1                            | - US: 1 000 000+ - AUS: 140 000+ - DEN: 45 000+ - SPA: 20 000+ - CAN: 240 000+ - NZ: 30 000+ - POL: 100 000+ - POR: 10 000+ - UK: 600 000+                                                  | - US: platynowa płyta - AUS: 2× platynowa płyta - DEN: złota płyta - SPA: złota płyta - CAN: 3× platynowa płyta - NZ: platynowa płyta - POL: 2× platynowa płyta - POR: platynowa płyta - UK: platynowa płyta                                                                | Sour                                                            |
| 2021                                                     | „Traitor”            | 9                            | 5                            | –                            | –                            | 51                           | 38                           | 53                           | 3                            | 9                            | 16                           | 5                            | –                            | 56                           | 5                            | - AUS: 35 000+ - CAN: 80 000+ - NZ: 15 000+ - POR: 5 000+ - UK: 200 000+ - POL: 50 000+ | - AUS: złota płyta - CAN: platynowa płyta - NZ: złota płyta - POR: złota płyta - UK: srebrna płyta - POL: platynowa płyta | Sour                                                            |
| 2021                                                     | „Brutal”             | 12                           | 12                           | –                            | –                            | 48                           | –                            | –                            | 81                           | 13                           | –                            | 8                            | –                            | –                            | –                            | - CAN: 40 000+ - POL: 25 000+ | - CAN: złota płyta - POL: złota płyta | Sour                                                            |
| 2023                                                     | „Vampire”            |                              |                              |                              |                              |                              |                              |                              |                              |                              |                              |                              |                              |                              |                              | - POL: 50 000+ | - POL: platynowa płyta | Guts                                                            |
| 2023                                                     | „Bad Idea Right?”    |                              |                              |                              |                              |                              |                              |                              |                              |                              |                              |                              |                              |                              |                              | - POL: 25 000+ | - POL: złota płyta | Guts                                                            |
| 2023                                                     | „Can’t Catch Me Now” |                              |                              |                              |                              |                              |                              |                              |                              |                              |                              |                              |                              |                              |                              | - POL: 25 000+ | - POL: złota płyta | The Hunger Games: The Ballad of Songbirds & Snakes (soundtrack) |
| „–” oznacza, że singel nie był notowany na danej liście. |                      |                              |                              |                              |                              |                              |                              |                              |                              |                              |                              |                              |                              |                              |                              | | |                                                                 |

### Single promocyjne
| Rok                                                      | Tytuł                                             | Najwyższe pozycje na listach | Najwyższe pozycje na listach | Najwyższe pozycje na listach | Najwyższe pozycje na listach | Najwyższe pozycje na listach | Najwyższe pozycje na listach | Najwyższe pozycje na listach | Najwyższe pozycje na listach | Sprzedaż | Certyfikat | Album                                 |
| Rok                                                      | Tytuł                                             | US                           | IRL                          | CAN                          | NZ (Hot)                     | POR                          | SWE                          | UK                           | WW                           | Sprzedaż | Certyfikat | Album                                 |
| -------------------------------------------------------- | ------------------------------------------------- | ---------------------------- | ---------------------------- | ---------------------------- | ---------------------------- | ---------------------------- | ---------------------------- | ---------------------------- | ---------------------------- | --- | --- | ------------------------------------- |
| 2016                                                     | „Let It Glow” (oraz Madison Hu)                   | –                            | –                            | –                            | –                            | –                            | –                            | –                            | –                            | brak danych                                                                                                 | brak | –                                     |
| 2019                                                     | „I Think I Kinda, You Know” (oraz Joshua Bassett) | –                            | –                            | –                            | –                            | –                            | –                            | –                            | –                            | brak danych                                                                                                 | brak | High School Musical: Serial           |
| 2019                                                     | „Wondering” (oraz Julia Lester)                   | –                            | 77                           | –                            | –                            | –                            | –                            | –                            | –                            | brak danych                                                                                                 | brak | High School Musical: Serial           |
| 2019                                                     | „All I Want”                                      | 90                           | 16                           | 78                           | 19                           | 111                          | 88                           | 32                           | 119                          | - US: 500 000+ - AUS: 70 000+ - CAN: 80 000+ - NOR: 60 000+ - POL: 25 000+ - SWE: 4 000 000+ - UK: 200 000+ | - US: złota płyta - AUS: platynowa płyta - CAN: platynowa płyta - NOR: platynowa płyta - POL: złota płyta - SWE: złota płyta - UK: srebrna płyta | High School Musical: Serial           |
| 2019                                                     | „Out of the Old”                                  | –                            | –                            | –                            | –                            | –                            | –                            | –                            | –                            | brak danych                                                                                                 | brak | High School Musical: Serial           |
| 2020                                                     | „Just for a Moment” (oraz Joshua Bassett)         | –                            | –                            | –                            | 32                           | –                            | –                            | –                            | –                            | brak danych                                                                                                 | brak | High School Musical: Serial           |
| 2021                                                     | „Even When/The Best Part” (oraz Joshua Bassett)   | –                            | –                            | –                            | 33                           | –                            | –                            | –                            | –                            | brak danych                                                                                                 | brak | High School Musical: Serial (Sezon 2) |
| 2021                                                     | „YAC Alma Mater”                                  | –                            | –                            | –                            | –                            | –                            | –                            | –                            | –                            | brak danych                                                                                                 | brak | High School Musical: Serial (Sezon 2) |
| 2021                                                     | „Granted”                                         | –                            | –                            | –                            | –                            | –                            | –                            | –                            | –                            | brak danych                                                                                                 | brak | High School Musical: Serial (Sezon 2) |
| 2021                                                     | „The Rose Song”                                   | –                            | –                            | –                            | 11                           | –                            | –                            | –                            | –                            | brak danych                                                                                                 | brak | High School Musical: Serial (Sezon 2) |
| 2022                                                     | „You Never Know”                                  | –                            | –                            | –                            | –                            | –                            | –                            | –                            | –                            | brak danych                                                                                                 | brak | High School Musical: Serial (Sezon 3) |
| „–” oznacza, że singel nie był notowany na danej liście. |                                                   |                              |                              |                              |                              |                              |                              |                              |                              | | |                                       |

### Inne notowane utwory
| Rok                                                     | Tytuł                          | Najwyższe pozycje na listach | Najwyższe pozycje na listach | Najwyższe pozycje na listach | Najwyższe pozycje na listach | Najwyższe pozycje na listach | Najwyższe pozycje na listach | Najwyższe pozycje na listach | Najwyższe pozycje na listach | Najwyższe pozycje na listach | Najwyższe pozycje na listach | Najwyższe pozycje na listach | Najwyższe pozycje na listach | Sprzedaż                                                                                | Certyfikat | Album |
| Rok                                                     | Tytuł                          | US                           | AUS                          | CZE (Dig.)                   | SPA                          | IRL                          | CAN                          | NOR                          | NZ                           | POR                          | SWE                          | UK                           | WW                           | Sprzedaż                                                                                | Certyfikat | Album |
| ------------------------------------------------------- | ------------------------------ | ---------------------------- | ---------------------------- | ---------------------------- | ---------------------------- | ---------------------------- | ---------------------------- | ---------------------------- | ---------------------------- | ---------------------------- | ---------------------------- | ---------------------------- | ---------------------------- | --------------------------------------------------------------------------------------- | --- | ----- |
| 2021                                                    | „1 Step Forward, 3 Steps Back” | 19                           | 18                           | 90                           | –                            | –                            | 17                           | –                            | 26                           | 28                           | –                            | –                            | 17                           | - CAN: 40 000+                                                                          | - CAN: złota płyta | Sour  |
| 2021                                                    | „Enough For You”               | 14                           | 14                           | 64                           | 89                           | –                            | 14                           | –                            | 21                           | –                            | 89                           | –                            | 13                           | - CAN: 40 000+                                                                          | - CAN: złota płyta | Sour  |
| 2021                                                    | „Happier”                      | 15                           | 15                           | 71                           | 92                           | –                            | 15                           | 28                           | 14                           | 19                           | –                            | –                            | 14                           | - CAN: 40 000+ - POR: 5 000+ - POL: 50 000+                                             | - CAN: złota płyta - POR: złota płyta - POL: platynowa płyta                                                              | Sour  |
| 2021                                                    | „Jealousy, Jealousy”           | 24                           | 22                           | 60                           | –                            | 32                           | 21                           | –                            | 33                           | 32                           | –                            | 36                           | 19                           | - CAN: 40 000+ - UK: 200 000+ - POL: 50 000+                                            | - CAN: złota płyta - UK: srebrna płyta - POL: platynowa płyta                                                             | Sour  |
| 2021                                                    | „Favorite Crime”               | 16                           | 13                           | –                            | –                            | 8                            | 14                           | 21                           | 6                            | 13                           | 76                           | 17                           | 14                           | - AUS: 70 000+ - CAN: 80 000+ - NZ: 15 000+ - POR: 5 000+ - UK: 200 000+ - POL: 50 000+ | - AUS: złota płyta - CAN: platynowa płyta - NZ: złota płyta - POR: złota płyta - UK: srebrna płyta - POL: platynowa płyta | Sour  |
| 2021                                                    | „Hope ur OK”                   | 29                           | 23                           | –                            | –                            | –                            | 23                           | –                            | –                            | –                            | –                            | –                            | 22                           | - CAN: 40 000+                                                                          | - CAN: złota płyta | Sour  |
| „–” oznacza, że utwór nie był notowany na danej liście. |                                |                              |                              |                              |                              |                              |                              |                              |                              |                              |                              |                              |                              |                                                                                         | |       |

## Uwaga
1. ↑  Sprzedaż w formie odtworzeń w serwisach streamingowych.
2. ↑  Certyfikat za odtworzenia w serwisach streamingowych.
3. ↑  Singel „Brutal” nie znalazł się w notowaniu Veckolista singlar, jednak uplasował się na pozycji 7. w zestawieniu
Veckolista Heatseeker[103].
4. ↑  Singel „Brutal” nie znalazł się na liście UK Singles Chart, ale dotarł na 8. miejsce na liście UK Audio Streaming Chart[104].
5. ↑  Sprzedaż w formie odtworzeń w serwisach streamingowych.
6. ↑  Certyfikat za odtworzenia w serwisach streamingowych.
7. ↑  Utwór „1 Step Forward, 3 Steps Back” nie znalazł się w notowaniu Veckolista singlar, jednak uplasował się na pozycji 11. w zestawieniu
Veckolista Heatseeker[125].
8. ↑  Utwór „1 Step Forward, 3 Steps Back” nie znalazł się na liście UK Singles Chart, ale dotarł na 19. miejsce na liście UK Audio Streaming Chart[126].
9. ↑  Utwór „Enough For You” nie znalazł się na liście UK Singles Chart, ale dotarł na 15. miejsce na liście UK Audio Streaming Chart[126].
10. ↑  Utwór „Happier” nie znalazł się w notowaniu Veckolista singlar, jednak uplasował się na pozycji 5. w zestawieniu
Veckolista Heatseeker[125].
11. ↑  Utwór „Happier” nie znalazł się na liście UK Singles Chart, ale dotarł na 18. miejsce na liście UK Audio Streaming Chart[126].
12. ↑  Utwór „Jealousy, Jealousy” nie znalazł się w notowaniu Veckolista singlar, jednak uplasował się na pozycji 20. w zestawieniu
Veckolista Heatseeker[125].
13. ↑  Utwór „Hope Ur OK” nie znalazł się na liście UK Singles Chart, ale dotarł na 32. miejsce na liście UK Audio Streaming Chart[126].